# Ананіно (Бабаєвський район)
Ананіно — хутір в Бабаєвському районі Вологодської області Росії.
Входить до складу Борисовського сільського поселення (з 1 січня 2006 року по 13 квітня 2009 року входила в Новостаринське сільське поселення).
Відстань по автодорозі до районного центру Бабаєво — 74 км. Станом на 2002 рік постійного населення не було.